# Kereka Island
Kereka Island (englisch; bulgarisch остров Керека ostrow Kereka) ist eine größtenteils vereise, in südost-nordwestlicher Ausrichtung 1,75 km lange und 580 m breite Insel im Archipel der Biscoe-Inseln vor der Westküste der Antarktischen Halbinsel. In der Gruppe der Pitt-Inseln liegt sie 3,15 km südlich von Snodgrass Island und 4,4 km nordwestlich von Lacuna Island. Von der benachbarten Insel Slumkey Island trennt sie nach Westsüdwesten eine 80 m breite Passage.
Britische Wissenschaftler kartierten sie 1971. Die bulgarische Kommission für Antarktische Geographische Namen benannte sie 2013 nach der Ortschaft Kereka im Norden Bulgariens.